# Martin Rychlík
Martin Rychlík (* 11. června 1977 Broumov) je český etnolog, historik kultury a vědecký novinář. Autor knih o dějinách tetování či vlasů.

## Život
Vystudoval etnologii a dějiny a teorii kultury na Filozofické fakultě Univerzity Karlovy v Praze s magisterskou (2003) a rigorózní prací na téma tetování (PhDr. 2004) a magisterskou prací o industriální elektronické hudbě – EBM (2006). V roce 2011 dokončil doktorské studium v Ústavu etnologie FF UK (na téma Dějiny tetování: Návrat archaismu a hnutí Modern Primitives). Na tomto ústavu také do roku 2015 částečně působil jako odborný asistent. Disertaci o „domorodém umění“ (na téma Antropologie umění: Etnoestetická studie s důrazem na preliterární a mimoevropské kultury) obhájil na Katedře teorie kultury FF UK (2014), kde přednášel i etnologii kulturních areálů (například Polynésie).
V roce 2009 absolvoval stipendijní stáž na University of Tokyo (東大, Tōdai) zaměřenou na komunikaci vědy u profesora Osamy Sakury v rámci vládního stipendia The Japan Foundation.
V letech 2000 až 2006 pracoval jako redaktor v České tiskové kanceláři (ČTK), posléze v ekonomickém týdeníku Euro coby editor a reportér (2006 až 2010). Od roku 2010 působil ve zpravodajském portále Česká pozice jako jeden ze zakládajících redaktorů, přičemž obsáhle referoval o dění na MŠMT za ministra Josefa Dobeše (VV). Od roku 2013 psal pro tištěné Lidové noviny (věda, výzkum, vysoké školství), kde vydal dle údajů v databázi NEWTON Media přes 1 500 článků. Od října 2019 vede média Univerzity Karlovy. Pravidelně přispívá na odborný server Vědavýzkum.cz. Napsal několik studií o vlasech, například v časopisech Vesmír, Anthropologia Integra či Culturologia[zdroj?].
Uspořádal také několik výstav k dějinám tetování: v Praze, Zlíně, Jihlavě či Boskovicích.
Od roku 2009 je členem poradního sboru Českého výboru pro UNICEF. Do roku 2019 byl členem vědecké rady Nadačního fondu Neuron pro oblast společenských věd.

### Knižní monografie
- Tetování, skarifikace a jiné zdobení těla, Praha – NLN 2005, 352 stran. ISBN 80-7106-780-6.
- Dějiny tetování, Praha – MF 2014, 232 stran. ISBN 978-80-204-3286-5.
- Dějiny vlasů, Praha – Academia 2018, 364 stran. ISBN 978-80-200-2861-7.
- Dějiny lidí: Pestrost lidstva v 73 kapitolách, Praha – Academia 2022, 648 stran. ISBN 978-80-200-3198-3.

### Editor knih
- Ostrovy krásy, lásky a lidojedů I. (Polynésie), popularizační kniha Miloslava Stingla o jeho tichomořských výpravách, Brno – Jota 2011.
- Ostrovy krásy, lásky a lidojedů II. (Melanésie a Mikronésie), popularizační kniha Miloslava Stingla o jeho tichomořských výpravách, Brno – Jota 2012.

### Další spolupráce
- sborník Tělo (ed. Martin Soukup), Červený Kostelec – Pavel Mervart 2014.
- sborník Tělo 2.0 (ed. Martin Soukup), Červený Kostelec – Pavel Mervart 2017.
- knižní interview Noc v Mariboru (s historikem Martinem Kovářem), Praha – Vyšehrad 2015.